# Jules Bocandé
Jules François Bertrand Bocandé (Ziguinchor, 25 de novembro de 1958 – Metz, 7 de maio de 2012) foi um futebolista e treinador de futebol senegalês que atuava como atacante.

## Carreira em clubes
Após defender Entente Ziguinchor (categorias de base), Casa Sports, RUS Tournaisienne e Seraing, Bocandé fez carreira no futebol da França durante 8 anos. No Metz, destacou-se ao conquistar a artilharia do Campeonato Francês de 1985–86, com 23 gols marcados. Somando todas as competições, o atacante fez 36 gols em 70 partidas oficiais disputadas. 
Também defendeu Paris Saint-Germain, Nice e Lens, encerrando a carreira em 1993, no Eendracht Aalst.

## Carreira internacional
Com 73 partidas disputadas pela Seleção Senegalesa, Bocandé é o sétimo jogador que mais vestiu a camisa dos 'Leões de Teranga, e empatado com Mamadou Niang como o quarto maior artilheiro da história da equipe (20 gols).
Participou de 3 edições da Copa das Nações Africanas, em 1986 (primeira fase), 1990 (semifinal) e 1992 (quartas-de-final).

## Carreira de treinador
Bocandé virou treinador em 1994, e sua primeira competição no cargo foi a Copa das Nações Africanas sediada pela Tunísia, em parceria com Boubacar Sarr. A campanha senegalesa foi encerrada nas quartas-de-final, com a eliminação para a Zâmbia. Comandou ainda o Steve Biko (Gâmbia), além de ter sido auxiliar técnico do Senegal.

## Vida pessoal e morte
Seu filho, Daniel Bocandé, também seguiu carreira futebolística (atuou entre 2001 e 2002), atuando como meio-campista.
Após sofrer um acidente vascular cerebral que o deixou paralisado por algum tempo, pediu ao ex-presidente do Metz, Carlo Molinari (amigo pessoal de Bocandé), que pagasse uma cirurgia para corrigir as sequelas. Em 7 de maio de 2012, o ex-jogador faleceu durante a operação, aos 53 anos.

## Títulos
Casa Sports
- Copa do Senegal: 1979

### Individuais
- Artilheiro do Campeonato Francês de 1985–86 (23 gols)
- IFFHS MEN’S ALL TIME SENEGAL DREAM TEAM[8]